# جون تيلي
جون تيلي (بالإنجليزية: John Tilley)‏ هو لاعب كرة قاعدة أمريكي، ولد في أغسطس 1854 في نيويورك في الولايات المتحدة، وتوفي في 6 مارس 1927 في نيوآرك في الولايات المتحدة.

## وصلات خارجية
- جون تيلي على موقعبيزبول رفرنس.كوم (الدوري الرئيسي) (الإنجليزية)
- جون تيلي على موقعبيزبول رفرنس.كوم (الدوري الثانوي) (الإنجليزية)